# Férfi 3 méteres szinkronugrás a 2013-as úszó-világbajnokságon
A férfi 3 méteres szinkronugrást július 23-án rendezték meg a 2013-as úszó-világbajnokságon. Reggel volt a selejtező, este a döntő.

## Eredmény
Zölddel kiemelve a döntőbe jutottak
| Helyezés  | Versenyző                                 | Nemzetiség | Selejtező | Selejtező | Döntő     | Döntő    |
| Helyezés  | Versenyző                                 | Nemzetiség | Pont      | Helyezés  | Pont      | Helyezés |
| --------- | ----------------------------------------- | ---------- | --------- | --------- | --------- | -------- |
| Aranyérem | Csin Kaj Ho Csung                         | CHN        | 454.32    | 1         | 448.86    | 1        |
| Ezüstérem | Ilja Zaharov Jevgenyij Kuznyecov          | RUS        | 445.32    | 2         | 428.01    | 2        |
| Bronzérem | Rommel Pacheco Jahir Ocampo               | MEX        | 404.97    | 6         | 422.79    | 3        |
| 4         | Patrick Hausding Stephan Feck             | GER        | 427.68    | 3         | 411.27    | 4        |
| 5         | Troy Dumais Michael Hixon                 | USA        | 406.98    | 5         | 410.85    | 5        |
| 6         | Ooi Tze Liang Ahmad Amsyar Azman          | MAS        | 382.77    | 8         | 404.61    | 6        |
| 7         | Illja Kvasa Olekszij Prihorov             | UKR        | 420.81    | 4         | 403.65    | 7        |
| 8         | Nicholas Robinson-Baker Christopher Mears | GBR        | 388.92    | 7         | 391.53    | 8        |
| 9         | René Hernández Jorge Luis Pupo            | CUB        | 366.99    | 12        | 381.72    | 9        |
| 10        | Kim Yeong-Nam Woo Ha-Ram                  | KOR        | 378.24    | 10        | 377.34    | 10       |
| 11        | Sztéfanosz Paparúnasz Michail Fafalis     | GRE        | 382.77    | 8         | 376.02    | 11       |
| 12        | Giovanni Tocci Andreas Billi              | ITA        | 372.96    | 11        | 362.88    | 12       |
| 16.5      | H09.5                                     |            |           |           | 00:55.635 | O        |
| 13        | Alfredo Colmenarez Jesus Liranzo          | VEN        | 360.03    | 13        |           |          |
| 14        | Héctor García Nicolás García              | ESP        | 341.16    | 14        |           |          |
| 15        | Chow Ho Wing Jason Poon                   | HKG        | 326.46    | 15        |           |          |
| 16        | Frandiel Gomez Argenis Alvarez            | DOM        | 323.46    | 16        |           |          |
| 17        | Andryan Andryan Akhmad Sukran Jamjami     | INA        | 313.26    | 17        |           |          |
| 18        | Ng Wai Hou Leong Kam Cheong               | MAC        | 299.70    | 18        |           |          |
| 19        | Dimitry Prosvirinin Dmitriy Sorokin       | AZE        | 294.66    | 19        |           |          |